# Janvier 1861

## Événements
- En janvier, en France, (comme en 1829) le thermomètre descend à -17 °C à Calais, où le bassin à flot gèle sur 20 à 30 centimètres d'épaisseur. Les bouchers doivent scier la viande, le maigre, la graisse. On patine sur toutes les rivières et canaux du nord de la france et les diligences peinent sur les routes verglacées[1].
- Les leaders roumains de Transylvanie, réunis à Sibiu, réclament la reconnaissance en tant que « nation » et l’égalité des droits, en particulier l’usage de leur langue.

- 1er janvier :
  - Mexique : Benito Juárez prend Mexico.
  - Sur proposition de Napoléon III : « les sujets de Sa Majesté la reine d'Angleterre et d'Irlande, venant en France, sont admis à entrer et à circuler sur le territoire de l'Empire sans passeport ».
  - Abolition du bataillon des zouaves pontificaux.

- 2 janvier, France-Allemagne : mise en service de la ligne Strasbourg - Kehl.
- 2 janvier : début du règne de Guillaume Ier de Prusse.

- 17 janvier : Gabriel García Moreno établit en Équateur une dictature théocratique.

- 24 janvier : l'expédition de Speke et Grant vers le lac Victoria et le Nil Blanc atteint Kazeh.

- 29 janvier : le Kansas devient le trente-quatrième État de l'Union américaine.

## Naissances
- 6 janvier : Victor Horta, architecte belge.
- 15 janvier : Joseph-Mathias Tellier, politicien québécois.
- 26 janvier : Louis Anquetin, peintre, dessinateur et aquarelliste français († 19 août 1932).
- 29 janvier : La Rubia de Málaga, chanteuse de flamenco espagnole († 1925).

## Décès
- 17 janvier : Lola Montès, danseuse et maîtresse du roi Louis Ier de Bavière.